# Vicente Pedro Álvarez de Toledo Portugal
Vicente Pedro Álvarez de Toledo Portugal (19 de abril de 1685 de julio de 1729) fue un miembro de la nobleza de España, IX conde de Oropesa, V marqués de Jarandilla, VIII conde de Alcaudete, VII conde de Belvís, VIII conde de Deleitosa, VI marqués de Frechilla y Villarramiel, IV marqués del Villar de Grajanejos, caballero de la Orden del Toisón de Oro y grande de España.

## Biografía
Fue el hijo de Manuel Joaquín Álvarez de Toledo Portugal (1644-Barcelona, 24 de diciembre de 1707), VIII conde de Oropesa y valido en dos oportunidades durante el reinado de Carlos II de España, el último monarca de la dinastía Habsburgo en España, y de su Isabel María Téllez-Girón o Isabel Pacheco Velasco, hermana del III conde de Puebla de Montalbán.
Durante la Guerra de Sucesión Española que enfrentó al rey Felipe V Borbón  con el archiduque Carlos del Sacro Imperio Romano Germánico, los Oropesa tomaron partido por los austracistas, que intentaron mantener la dinastía de la Casa de Habsburgo en la corona de España. 
Luego de la larga guerra y derrotado el bando austracista del archiduque Carlos, Vicente Pedro debió exiliarse en Viena, bajo la protección del primero, quien fue nombrado emperador del Sacro Imperio Romano Germánico.
Recién con la firma de Tratado de Viena que selló la paz entre Austria y Francia, en 1725, volvió a España donde la corona le reconció sus títulos nobiliarios y señoríos.
Vicente Pedro casó con María de la Encarnación Fernández de Córdova Figueroa de la Cerda, de los marqueses de Priego.
Les sucedió su hijo, Pedro Vicente Álvarez de Toledo Portugal (Guadalajara, 15 de julio de 1706-1728) quien fue el efímero X conde de Oropesa, VI marqués de Jarandilla, VII marqués de Frechilla y Villarramiel, IX conde de Alcaudete, VIII conde de Belvís, IX conde de Deleytosa y grande de España, quien sobrevivió a su padre únicamente diez días, falleciendo a los veintidós años y sin descendencia.